# 秋水美術館
秋水美術館（しゅうすいびじゅつかん、SHUSUI MUSEUM OF ART）は、富山県富山市千石町に所在する全国でも数少ない刀剣に関する美術館。
日本博物館協会、富山県博物館協会会員。

## 概要
富山市中心市街地の賑わいを創生しようと、富山の医薬品メーカー・リードケミカルの創業者で日本美術刀剣保存協会富山県支部長でもあった森政雄（1930年 - 2019年5月6日）が、長年に渡り収集してきた約200点の刀剣、刀装具並びに1,000点以上の陶芸品・絵画を展示するため設立し、2016年（平成28年）6月11日に森記念秋水美術館として開館した。2020年（令和2年）5月21日に、美術館を直接運営する団体として一般財団法人秋水美術館が設立され、同年7月22日リニューアルオープンした。さらに、2022年（令和4年）5月に一般財団法人から公益財団法人へ移行した。
甲冑（鎧）をイメージした趣のある墨色のアルミ製外観の、鉄筋コンクリート造り地上4階建ての美術館である。なお「秋水」には曇りのないよく研ぎ澄ました刀という意味がある。
所蔵品には国の重要文化財に指定されている虎徹や正宗をはじめ、多数の重要美術品、特別重要刀剣、重要刀剣を含む刀剣、越中（富山）の名刀工であった則重、郷義弘の刀剣があり、その他、刀装具や甲冑（鎧兜）、また横山大観、川合玉堂、竹内栖鳳、小磯良平、徳田八十吉などの日本の近代美術を代表する画家・陶芸家の作品、中国の陶芸などを所蔵展示している。
また、俳優菅原文太が同美術館に寄贈した短刀など31口も収蔵している。

## 主な所蔵品

### 刀剣

#### 重要文化財
- 刀 銘住東叡山忍岡辺長曾祢虎入道 寛文拾一年二月吉祥日 - 1671年（寛文11年）、虎徹の作[6]
- 脇指 無銘 伝正宗 - 鎌倉時代末期
- 太刀 銘一助成 - 鎌倉時代前期
- 太刀 銘真守造 - 鎌倉時代
- 太刀 銘次忠 - 鎌倉時代
- 太刀 銘吉家作 - 平安時代

### 絵画
- 横山大観「雨餘」1941年
- 横山大観「不二山」
- 竹内栖鳳「喜雀」1940年頃
- 川合玉堂「春寒」
- 堂本印象「はるの宵」
- 石崎光瑤「富貴草」
- 橋本関雪「芙蓉春色図」
- 奥村土牛「梅」
- 郷倉千靱「金碧図」
- 董寿平「大紅梅図」1992年

### 工芸
- 荒木東明「粟穂図大小縁頭 一斎東明（花押）」江戸末期
- 三代目 徳田八十吉「れい明」1995年

### その他

#### 重要文化財
- 絵巻 「佐竹本三十六歌仙絵」「源重之」2021年（令和3年）12月購入[7]

## 展示室・施設
- 1階 - ロビー、受付、ギャラリー（北陸ゆかりの作家などの作品を展示）、研修室（和室）「霜華（そうか）」、ミュージアムショップ、喫茶室「和Cafe Shusui」、庭園、無料駐車場（28台）
- 2階 - 鑑賞室（常設展示室） 日本刀・鐔〔つば〕・甲冑や小道具などを常設展示、情報コーナー
- 3階 - 鑑賞室（企画展示室） 絵画・書・陶芸品などの展示および企画展示

## 開館時間および休館日
開館時間
- 午前10時から午後6時（入館は午後5時30分まで）

休館日
- 月曜日（祝日はのぞく）、祝日の翌日、年末年始（臨時休館の場合あり）

## 観覧料
- 一般 800円、高校生 300円、中学生以下 無料。
  - 各種割引あり。

## 交通アクセス
- 富山地方鉄道富山都心線（環状線） 大手モール停留場・グランドプラザ前停留場バス亭下車 徒歩約5分
- コミュニティバスまいどはや（中央ルート）森記念秋水美術館バス亭下車 すぐ
- 市内周遊ぐるっとBUS南回りルート（毎日6便） 森記念秋水美術館バス亭下車 すぐ

秋水美術館を含む、富山市市街地の美術館・博物館・観光施設を巡る周遊バス。
- 北陸自動車道富山ICより車で 約15分